# جيمي كروفورد (مهندس)
جيمي كروفورد (بالإنجليزية: Jimmy Crawford)‏ هو مهندس أمريكي، ولد في 12 يوليو 1944 في إيست بوينت في الولايات المتحدة، وتوفي في 6 مايو 2007.